# Marianismo
O marianismo, no sentido sociológico, é compreendido como um estereótipo derivado do culto católico feito à Virgem Maria, e aparece na América Latina sobretudo, como "a outra face do machismo".
Segundo Evelyn Stevens,
o marianismo é o culto da superioridade espiritual feminina, que considera as mulheres semidivinas, moralmente superiores e espiritualmente mais fortes do que os homens. Esta força espiritual engendra a abnegação, quer dizer, uma capacidade infinita de humildade e de sacrifício.
Segundo vários sociólogos, o marianismo é um "edifício secular de crenças e de práticas relativas à posição das mulheres na sociedade. O marianismo é tão presente como o machismo, mas ele é menos percebido pelos próprios latino-americanos, e ele é menos visível para os estrangeiros".

## Marianismo contrário aosDireitos da Mulher
A Igreja Católica, segundo Zaíra Ary, é um sistema de reprodução ideológica responsável "pela difusão de doutrinas, de concepções, de representações coletivas, de valores e de normas contraditórias, mas fundamentalmente justificadoras das desigualdades sociais, aí compreendidas as desigualdades sexuais". Características deste sistema discriminatório sexual são:
- papéis masculino e feminino;
- representações e normatizações sobre a sexualidade (desejo, prazer);
- expectativas conjugais e familiares;
- uma vida privada em face da vida pública.